# Kuczkuny (przystanek kolejowy)
Kuczkuny (biał. Кучкуны, ros. Кучкуны) – przystanek kolejowy w miejscowości Kuczkuny, w rejonie stołpeckim, w obwodzie mińskim, na Białorusi. Leży na linii Moskwa - Mińsk - Brześć.